# La Fortuna (Costa Rica)
La Fortuna es un distrito del cantón de San Carlos, en la provincia de Alajuela, de Costa Rica.
La atrayente belleza del paisaje del distrito, sus bosques, la extensa variedad de actividades turísticas disponibles, como el canopy, el rafting, la observación de aves, la pesca deportiva, el senderismo, sus balnearios de aguas termales, y en particular su cercanía con el volcán Arenal, hacen de él, uno de los destinos turísticos más importantes de Costa Rica.

## Historia
La Fortuna fue creado el 5 de febrero de 1952 por medio de Decreto Ejecutivo 15.
Se conoce poco sobre los habitantes originarios de esta región, ya que para la llegada de los primeros colonizadores blancos a mediados de la década de 1930, solo quedaban vestigios de lo que parece haber sido una numerosa población. Su primer colonizador permanente, Marcial Jarquín Bellorín, se dedicó a la extracción de hule y a la agricultura de subsistencia. La comunidad de La Fortuna comenzó a definirse a principios de la década de 1940, tras la llegada de campesinos provenientes de Ciudad Quesada, Grecia, Alajuela y otras regiones del cantón de San Carlos. Estos primeros pobladores se dedicaron a la agricultura, la caza y a la ganadería principalmente. Se llamó en sus inicios "El Burío", pero a finales de la década de 1940, sus habitantes le cambiaron el nombre por el que lleva actualmente. Desde el año 1950, La Fortuna es el 7° distrito del cantón de San Carlos, por efecto de un referéndum.

## Geografía
La Fortuna cuenta con un área de 229,59 km² y una altitud media de 253 m s. n. m.

## Demografía
Para el año 2022, La Fortuna cuenta con una población estimada de 16 150 habitantes, y para el último censo efectuado, en 2011, La Fortuna contaba con una población de 15 383 habitantes.

## Localidades
- Barrios: Dora, Manolos, Olivos, Pastoral, Sol del Norte (pito), San Isidro, Sinaí, Los Jardines, Valle del Volcán (pilo).
- Poblados: Agua Azul, Alamo, Ángeles, Burío, Castillo (parte), Guaria, El Campo (Guayabal), Jilguero, Llano Verde, Orquídeas, Palma, Perla, San Isidro, San Jorge, Santa Eduviges, Sonafluca, Tanque, Tres Esquinas, Zeta Trece.

## Economía
La economía de La Fortuna tiene como base 2 actividades específicas: la heredada, que es la agricultura y la principal: el turismo. En la cabecera del distrito, visitantes y locales tienen a su disposición todo tipo de servicios públicos: en un radio no mayor a 2 kilómetros, se ofrece hospedaje, restaurantes, farmacias, bancos, oficina postal, servicios de salud, gimnasios, tiendas, zonas deportivas e incluso ambiente nocturno.

## Transporte

### Carreteras
La Fortuna tiene conexiones de autobús directas con San José, Quesada y otras localidades de Alajuela, Puntarenas y Guanacaste. El trayecto entre San José y La Fortuna dura unas 4 horas haciendo parada en Ciudad Quesada.  Al distrito lo atraviesan las siguientes rutas nacionales de carretera:
- Ruta nacional 4
- Ruta nacional 141
- Ruta nacional 142
- Ruta nacional 702
- Ruta nacional 936